# Muzeum Warmii i Mazur w Olsztynie
Muzeum Warmii i Mazur – największa placówka muzealna w województwie warmińsko-mazurskim, a także jedna z najważniejszych w regionie. Siedziba muzeum znajduje się w gotyckim zamku kapituły warmińskiej.

## Historia
Pierwsze muzeum w Olsztynie zostało otwarte w lipcu 1921. Było to wówczas muzeum regionalne o charakterze plebiscytowo-etnograficznym. Kierownictwo ówczesnego muzeum znajdowało się w rękach nauczycieli olsztyńskich: Leonarda Fromma – archeologa i Hugo Hermanna Grossa – nauczyciela przyrody w Luisenschule. Za datę założenia Muzeum Warmii i Mazur przyjmuje się 29 marca 1945, tzn. dzień przybycia Hieronima Skurpskiego do Olsztyna. Początkowo istniało ono pod nazwą „Muzeum Mazurskie”, a od 1975 już jako „Muzeum Warmii i Mazur”.

## Dyrektorzy Muzeum
Dyrektorzy:
- Hieronim Skurpski (1945-1964)
- Józef Fajkowski (1964-1965)
- Bogusław Kopydłowski (1965-1970)
- Władysław Ogrodziński (1970-1983)
- Jerzy Sikorski (1983-1987)
- Janusz Cygański (1987-2013)
- Elżbieta Jelińska (2013-2017)
- Piotr Żuchowski (od 2017)

## Zakres zbiorów
Muzeum prezentuje zabytki z regionu Warmii i Mazur z zakresu archeologii, historii, numizmatyki, sztuki, rzemiosła artystycznego, piśmiennictwa, kultury ludowej. Zawiera zbiory pochodzące w dużej mierze z muzeów z terenu byłych Prus Wschodnich, m.in. z Heimatmusem w Olsztynie. Charakter zbiorów tworzą m.in. kolekcje: rzeźby gotyckiej, malarstwa religijnego Warmii, portretu holenderskiego, wyrobów konwisarskich i ludwisarskich, grafiki współczesnej. Kolekcje są prezentowane we wnętrzach, które niegdyś służyły administratorowi dóbr kapituły warmińskiej. W latach 1516–1521 funkcję tę pełnił Mikołaj Kopernik. Na ścianie krużganka umieszczona jest doświadczalna tablica z 1517 własnoręcznie wykonana przez astronoma. W zbiorach biblioteki przechowywany jest, jedyny w Polsce, inkunabuł medyczny pochodzący z biblioteki Mikołaja Kopernika.
Wśród zgromadzonych starodruków w zasobach muzeum znajduje się m.in.:
- XVIII-wieczny atlas świata Johanna Baptisty Homanna[3]
- Christoph Hartknoch: Alt- und Neues Preussen... Frankfurt nad Menem; Lipsk: In Verlegung Martin Hallervorden / Buchhändlern in Königsberg. Druckts Johann Andreae, 1684. (niem.). Brak numerów stron w książce[4][5]

## Cykliczne imprezy
- Cavata na olsztyńskim zamku
- Wykłady zamkowe

## Majątek muzeum[6]
- Zamek Kapituły Warmińskiej w Olsztynie
- Zamek Biskupów Warmińskich w Lidzbarku Warmińskim (bez przedzamcza)
- Pola Grunwaldzkie w Stębarku (od 1 marca 2011 roku samodzielna instytucja – Muzeum Bitwy pod Grunwaldem)
- Pałac Dohnów w Morągu
- Część ratusza w Szczytnie
- Budynek dawnego kościoła ewangelickiego w Barczewie
- Willa i wozownia wraz z częścią parku przy ul. Metalowej w Olsztynie
- Dom „Gazety Olsztyńskiej” w Olsztynie
- Budynek Centralnego Magazynu Muzealiów w Olsztynie
- część zamku w Reszlu (Galeria „Zamek”)
- część ratusza w Mrągowie (Muzeum w Mrągowie).

## Oddziały
Muzeum Warmii i Mazur posiada siedem oddziałów:
- Muzeum „Dom Gazety Olsztyńskiej” w Olsztynie
- Muzeum Przyrody w Olsztynie
- Zamek Biskupi w Lidzbarku Warmińskim
- Galeria „Zamek” na Zamku w Reszlu
- Muzeum Prus Górnych w Morągu
- Muzeum Mazurskie w Szczytnie
- Muzeum w Mrągowie